# Комиссия по ценным бумагам и биржам
Комиссия по ценным бумагам и биржам США (КЦББ) (англ. The United States Securities and Exchange Commission, SEC) —
агентство правительства США является главным органом, осуществляющим функции надзора и регулирования американского рынка ценных бумаг. Комиссия была создана в 1934 году при президенте Рузвельте. Целью создания Комиссии было восстановление доверия инвесторов к фондовому рынку в период Великой депрессии. Первым председателем SEC стал Джозеф Кеннеди, отец будущего президента страны Джона Кеннеди.
Комиссия была создана в соответствии с Законом о торговле ценными бумагами 1934 г. (Securities Exchange Act of 1934). Помимо данного закона деятельность Комиссии регулируется следующими существенными законами:
- Закон о ценных бумагах (Securities Act of 1933)
- Закон о трастовом соглашении 1939 г. (the Trust Indenture Act of 1939)
- Закон об инвестиционных компаниях 1940 г. (the Investment Company Act of 1940)
- Закон об инвестиционных консультантах 1940 г. (the Investment Advisers Act of 1940)
- Закон Сарбейнза — Оксли 2002 г. (the Sarbanes-Oxley Act of 2002)

В настоящий момент председателем Комиссии является Гэри Генслер, назначенный Президентом США Джо Байденом и одобренный Сенатом США.